# Epirhyssa praecincta
Epirhyssa praecincta är en stekelart som beskrevs av Porter 1978. Epirhyssa praecincta ingår i släktet Epirhyssa och familjen brokparasitsteklar. Inga underarter finns listade i Catalogue of Life.